# Szkło ciągnione
Szkło ciągnione – szkło płaskie (szyba) wyprodukowane metodą szkła ciągnionego.
W 1913 belgijski technolog Emile Fourcault opatentował tę metodę produkcji szkła w postaci pionowej cienkiej wstęgi wyciąganej z wanny. W 1916 amerykański inżynier Gregorius wynalazł bezdyszowy sposób ciągnienia szkła płaskiego, znany jako metoda Pittsburgh.
Jeszcze do niedawna szkło tego typu było masowo wykorzystywane do szklenia okien i drzwi. Od końca lat 90. XX w. zostało prawie całkowicie wyparte przez szkło produkowane metodą float.

## Proces produkcji

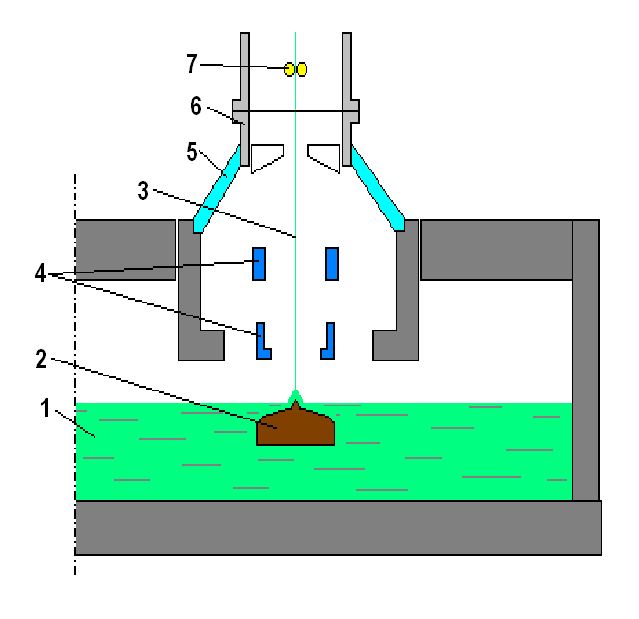
Schemat produkcji szkła ciągnionego metodą Pittsburgh: 1 - masa szklana, 2 - blok formujący, 3 - wstęga szkła, 4 - chłodnice wodne, 5 - chłodnice szybu, 6 - szyb pionowy, 7 - wałki ciągnące

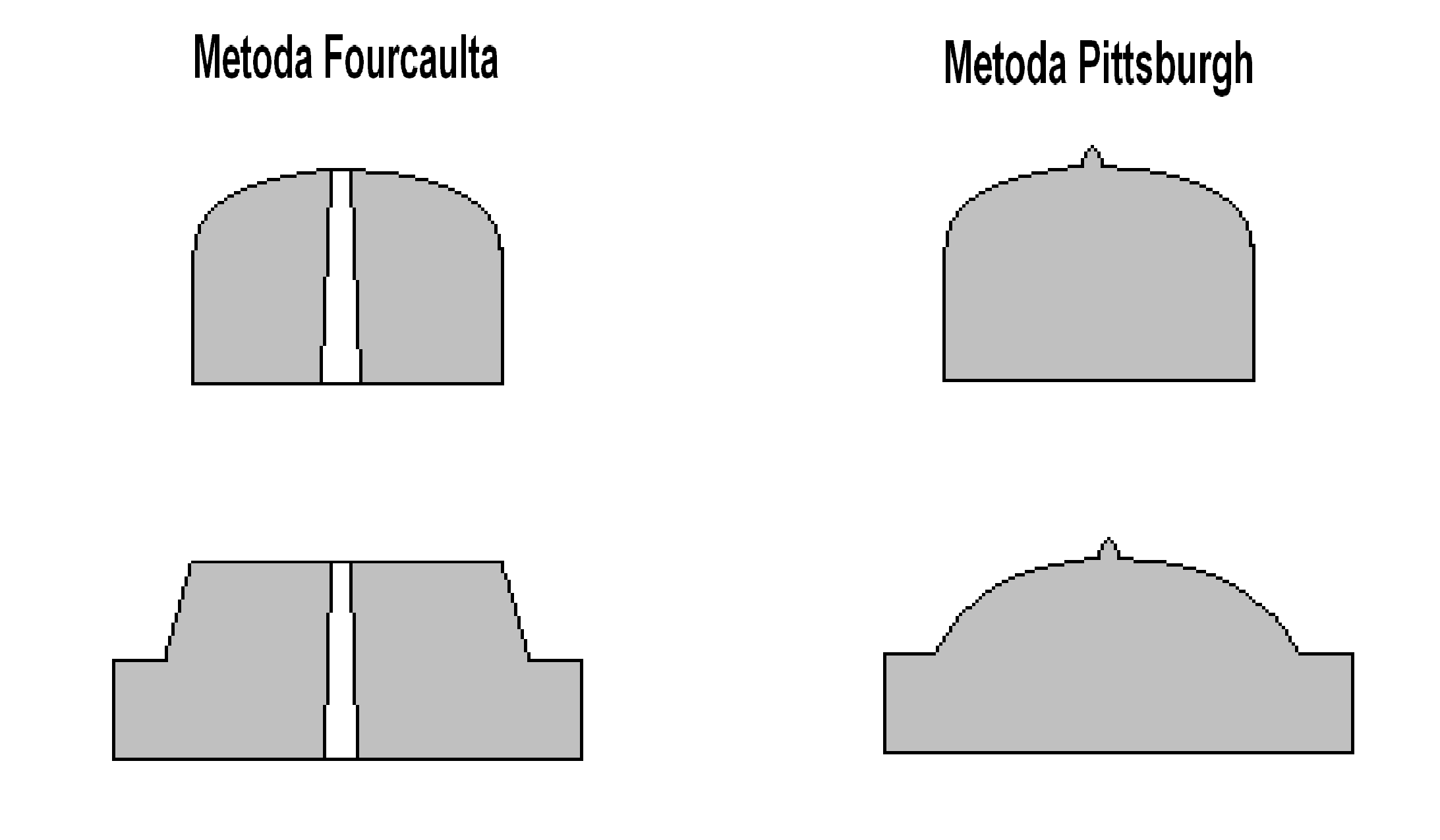
Przykładowe przekroje bloków formujących do produkcji szkła płaskiego ciągnionego

W znajdującą się w wannie masę szklaną, o odpowiedniej lepkości, zanurzany jest pływający ceramiczny blok zaopatrzony w szczelinę. Pod wpływem nacisku płynne szkło wydostające się ze szczeliny „wyciągane” jest poprzez system chłodzonych wałków. W trakcie ciągnienia szkło tworzy płytę szklaną i ulega powolnemu studzeniu. Etap powolnego schładzania zwany odprężaniem szkła ma na celu pozbycie się naprężeń wewnętrznych. Po całkowitym wystygnięciu tafla szkła jest cięta na pożądaną wielkość. W metodzie Pittsburgh blok ze szczeliną zastąpiono blokiem formującym.

## Zaletyszkła ciągnionego
Szkło płaskie produkowane tą metodą jest najtańsze w produkcji.

## Wadyszkła ciągnionego
Główną wadą szkła ciągnionego jest jego falistość – zniekształcenie powierzchni łagodnymi wgłębieniami i wypukłościami – a co za tym idzie zniekształcenie oglądanego przez szybę obrazu. Wada ta uniemożliwia zastosowanie szkła ciągnionego do wytwarzania nowoczesnych szyb powlekanych różnymi substancjami, które decydują o różnych zastosowaniach szkła płaskiego np. szkło samoczyszczące. W szybach wyprodukowanych tą metodą często znajdują się pęcherze i odpryski.

## Zastosowanie
Obecnie szkło ciągnione stosowane jest do przeszkleń w budynkach przemysłowych, szklarniach i wszędzie tam, gdzie niewielkie zniekształcenia optyczne nie mają istotnego znaczenia.